# Пушкар (місто)
Пушкар — місто поблизу міста Аджмер і штаб-квартири Пушкарського техсілу в окрузі Аджмер в індійському штаті Раджастхан. Він розташований приблизно за 10 км (6,2 милі) на північний захід від Аджмера і приблизно за 150 км (93 милі) на південний захід від Джайпуру. Це місце паломництва індуїстів і сикхів. У Пушкарі багато храмів. Більшість храмів і ґат у Пушкарі належать до 18 століття та пізніше, оскільки багато храмів було зруйновано під час мусульманських завоювань у цьому регіоні. Згодом зруйновані храми були відбудовані. Найвідомішим серед храмів Пушкара є храм Брахми з червоним шпилем. Місто вважається священним для індуїстів, особливо в шактизмі, і в ньому заборонено вживати м'ясо та яйця. Пушкар розташований на березі озера Пушкар, яке має багато гат, де купаються паломники. Пушкар також відомий своїми гурдварами Гуру Нанака та Гуру Гобінда Сінгха. Одна з купалень називається Гобінд-гат, побудована сикхами в пам'ять про Гуру Гобінда Сінгха.
Пушкар відомий своїм щорічним ярмарком (Пушкарський ярмарок верблюдів), на якому продають велику рогату худобу, коней і верблюдів. Він проводиться протягом семи днів восени, коли за індуїстським календарем відзначається Картіка Пурніма (Картік (місяць), жовтень або листопад). Він збирає близько 200 тисяч людей. У 1998 році Пушкар прийняв близько 1 мільйона внутрішніх (95 %) і міжнародних туристів протягом року.

## Етимологія
На санскриті пушкара (पुष्कर) означає «блакитна квітка лотоса».

## Місцезнаходження
Пушкар знаходиться в центрально-східній частині Раджастану, на західній стороні гір Араваллі. Найближчий аеропорт від Пушкара — аеропорт Кішангарх у Кішангарі, приблизно за 45 км (28 миль) північний схід. Пушкар знаходиться приблизно в 10 км (6,2 милі) від Аджмера, з'єднаний з ним дорогою Пушкар (шосе 58), яка проходить через гори Араваллі. Аджмер також є найближчою великою залізничною станцією.

## Легенда
Вважається, що Пушкар — це місце, де Брахма протягом дуже довгого часу здійснював покаяння, і тому це також одне з рідкісних місць, де знаходиться храм індуїстського бога-творця. 
Згідно з «Падма-пурани», одного разу Брахма вирішив спуститися на землю і, дійшовши до району нинішнього Пушкара, він увійшов до лісу, повного дерев і ліан, прикрашеного безліччю квітів, наповненого нотами багатьох птахів, переповненого зграями різних звірів. Брахма був дуже задоволений лісами та деревами, і, пробувши в Пушкарі тисячу років, він кинув на землю лотос, від якого земля здригнулася до глибини душі. Деви акож були вражені й, не знаючи, що спричинило потрясіння, пішли шукати Брахму, але не змогли його знайти. Вішну розповів їм причину поштовхів і повів їх до Пушкара, щоб зустрітися з Брахмою. Однак вони не змогли його побачити, і Вайю та Бріхаспаті запропонували їм медитувати відповідно до ведичних обрядів, щоб мати змогу побачити Брахму. Через довгий час бог-творець став видимим для них і запитав їх, чому вони так засмучені. Деви розповіли йому про переполох, який зчинився через те, що він упустив лотос з руки, і запитали про причину цього. Брахма повідомив їм, що демон, на ім'я Ваджранабха, який забирав життя дітей, чекав там, щоб убити богів, але Брахма знищив його, впустивши лотос. Оскільки він впустив туди лотос, це місце стало відомим як Пушкара, велике святе місце, що освячує і дає релігійні заслуги.

## Історія

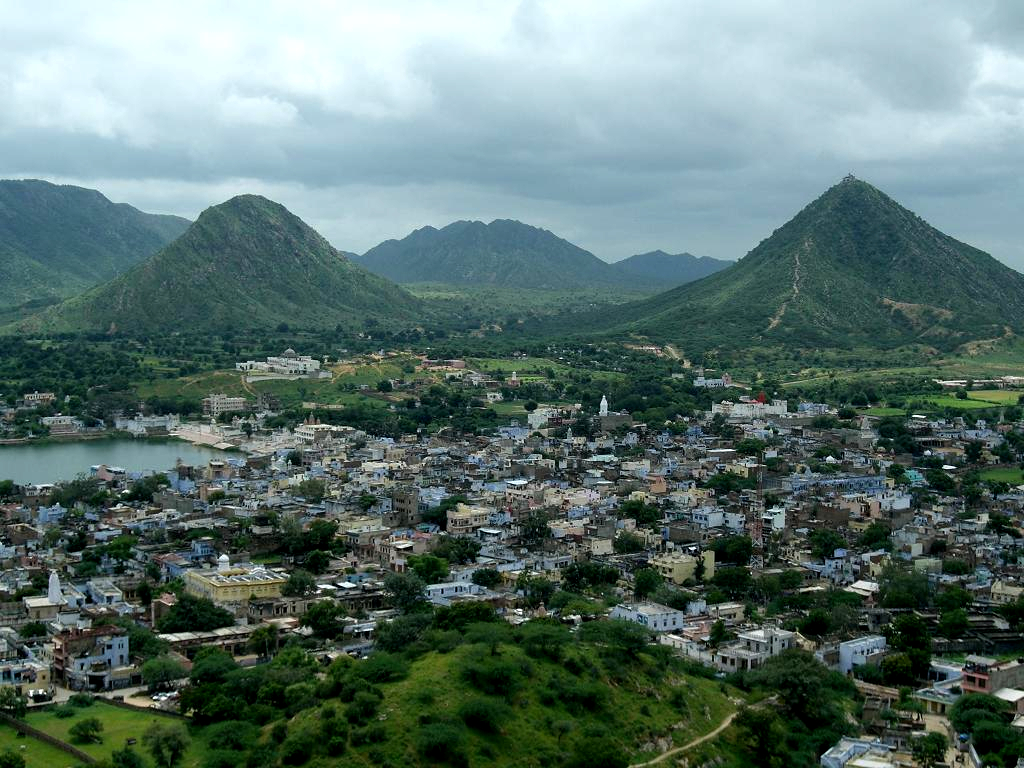
Пушкар після мусонів.

Пушкар знаходиться поблизу деяких з найстаріших геологічних структур в Індії. Мікроліти поблизу Кхери та Кадері свідчать про те, що регіон був заселений у стародавні часи. На пагорбах Араваллі поблизу нього знайшли артефакти в стилі Мохенджодаро, але зв'язок між ними незрозумілий, оскільки ці предмети могли бути перенесені пізніше. Місця поблизу нього були джерелами стародавніх написів брахмі, які вважаються доашоканськими біля села Бадлі. Місцеві розкопки стали джерелом червоного посуду та розписного сірого посуду, що підтверджують давнє поселення.
Пушкар згадується в Рамаяні, Махабхараті та Пуранах, що свідчить про його значення в історичній та релігійній традиції індуїзму. Місто згадується в багатьох текстах, датованих І тисячоліттям. Однак ці тексти не є історичними. Найдавніші історичні згадки про Пушкар та Аджмер містяться в ісламських текстах, що описують набіги та завоювання північно-західних регіонів Індійського субконтиненту.
Регіон згадується в записах Мохаммада Ґорі 1192 р. н. е. про завоювання, пов'язані з поразкою Прітхвірадж Чаухана. Згодом Пушкар і сусідній Аджмер згадуються в історичних документах, пов'язаних з Кутуб-уд-діном Айбаком. Місто було відвойоване індусами під владою чахаманами Ранастамбхапури в 1287 році, але у 1301 році було відвойоване Делійським султанатом і залишалося під контролем мусульман протягом багатьох століть. Акбар зробив сусідній Аджмер однією з провінційних столиць, і він залишався частиною імперії Великих Моголів до 1712 року нашої ери. Мусульманське панування принесло як руйнування, так і культурні впливи. Армії Аурангзеба зруйнували індуїстські храми вздовж озера. Традицію торгівлі великою рогатою худобою та верблюдами принесли купці з Афганістану. З розпадом імперії Великих Моголів після Ауранґзеба Пушкар був повернутий індуїстами та став частиною штату Джодхпур під владою Раторів Марвара, які відбудували храми та гати. Кілька важливих храмів було відбудовано раджпутами, маратхами, брахманами та заможними індуїстськими купцями. Храм Брахми був відбудований Гокулом Параком Освалом, храм Сарасваті був відбудований Пурохітом з Джодхпура, храм Бадрі Нараяни був відбудований Тхакуром з Кхерви, храм Варахи, який був зруйнований Джахангіром, був відбудований Махараджею Бахтом Сінгх з Марвара та знатний маратх Гома Рао відбудували храм Шиви Атматешвара.
У 1801 році Пушкар перейшов під владу Великої Британії й залишався частиною Британського Раджу до 1947 року.
У наш час це було місцем проведення знаменитого щорічного Пушкарського верблюжого ярмарку.

## Демографія
| Релігія в Пушкарі | Релігія в Пушкарі | Релігія в Пушкарі | Релігія в Пушкарі | Релігія в Пушкарі |
| ----------------- | ----------------- | ----------------- | ----------------- | ----------------- |
| Релігія           |                   |                   | Відсоток          |                   |
| Індуїзм           | Індуїзм           |                   | 94.5%             | 94.5%             |
| Іслам             | Іслам             |                   | 4.02%             | 4.02%             |
| Джайнізм          | Джайнізм          |                   | 0.67%             | 0.67%             |
| Сикхізм           | Сикхізм           |                   | 0.31%             | 0.31%             |
| Інші              | Інші              |                   | 0.50%             | 0.50%             |

У 1901 році місто входило до складу Раджпутанського агентства та мало населення 3831.
Згідно з переписом населення Індії 2011 року, населення Пушкара становило 21 626 осіб. У місті проживало 11 335 чоловіків і 10 291 жінка. Діти у віковій групі 0-6 років становили 13,95 % населення. Близько 80 % населення, включаючи всі вікові групи, були грамотними (рівень грамотності чоловіків — 90 %, жінок — 70 %). У місті налічувалося понад 4250 будинків, або близько 5 мешканців у середньому на будинок.

## Фестивалі та визначні місця

### Пушкарський ярмарок
Пушкарський ярмарок триває п'ять днів, і ці п'ять днів є періодом відпочинку та веселощів для селян. Цей ярмарковий час є для них найзайнятішим, оскільки це один з найбільших ярмарків худоби в країні. Тварин, у тому числі понад 50 000 верблюдів, привозять з далеких околиць, щоб обміняти та продати. Усіх верблюдів миють і прикрашають, деяких стрижуть, щоб створити художні візерунки. Деякі верблюди, коні та корови барвисто прикрашені.
На додаток до ринку торгівлі тваринами, Пушкар паралельно проводить фестиваль народної музики та танців, колесо огляду, магічні шоу, кінні та верблюжі перегони і різні інші традиційні спортивні та командні розважальні змагання. Хоча Пушкарський ярмарок проводиться навколо Картик Пурніма, який зазвичай припадає на кінець жовтня — початок листопада, в інші сезони проводяться інші спортивні змагання та фестивалі для паломників, які відвідують священне озеро.

### Сикх Гурдварас

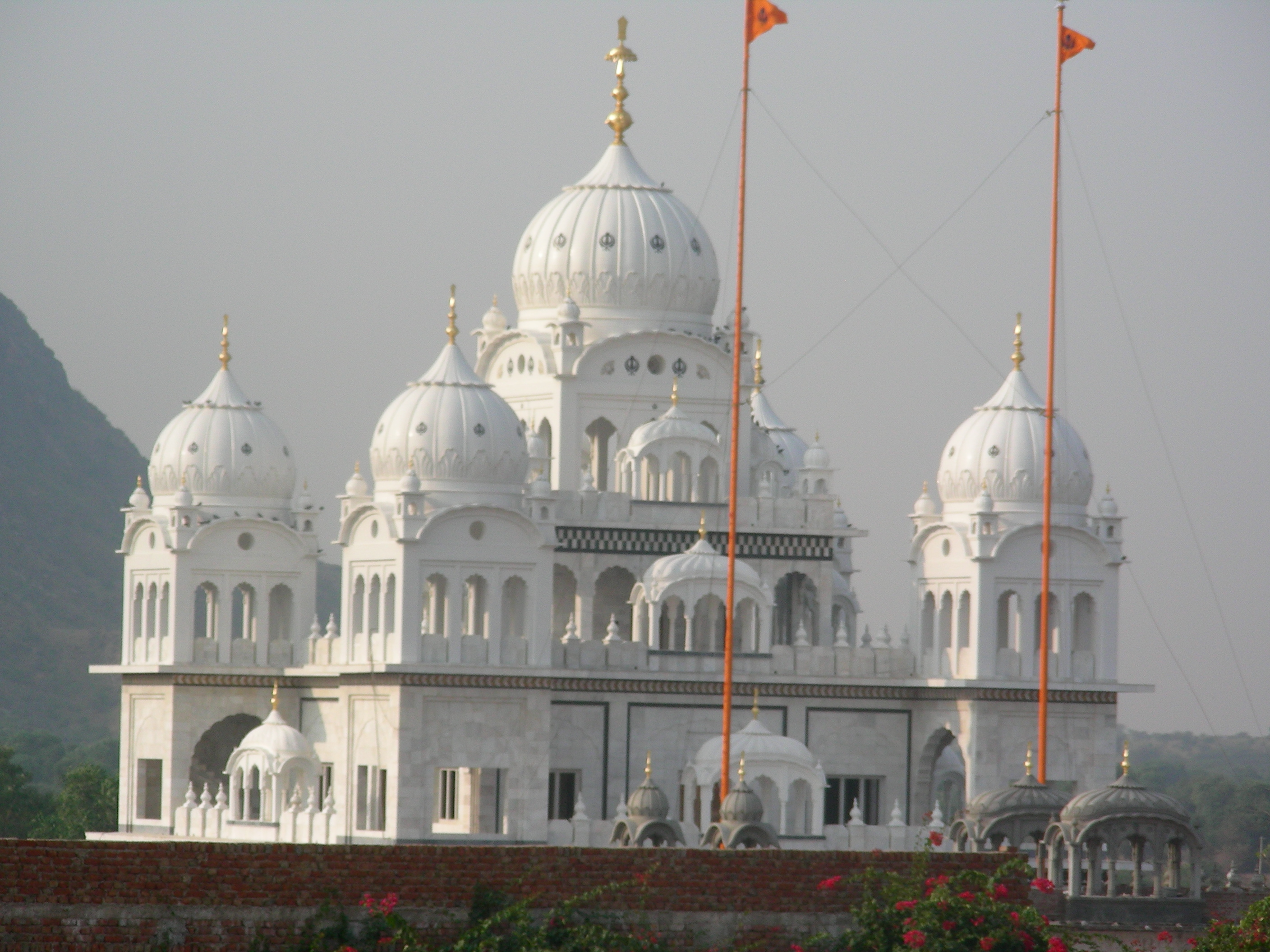
Сикх Гурдвара в Пушкарі

За словами Гурмуха Сінгха, Пушкар також є священним місцем паломництва для сикхів, з гурдварами, присвяченими Гуру Нанаку та Гуру Гобінду Сінгху. Вони мають історичне коріння: Гуру Нанак Ґурдвара у східній частині міста називається Гуру Нанак Дхарамсала, ім'я, поширене для сикхських святинь до 20-го століття. Сикх Дхарамсала — це двоповерхова будівля, що складається з центральної кімнати, оточеної верандою.
Другий сикхський храм присвячений Гуру Гобінду Сінгху, який відзначив свій візит після того, як залишив Анандпур Сахіб. Пандіт Пармананд дав клятву на священній корові від імені індуїстських королів, а мусульманський священик Казі Сайед Валі Хасан склав клятву на Корані, написаному від руки Аурангзебом. Вони пообіцяли, що якщо Гуру Джі покине Анандпур Сахіба, він не буде нападати на Гуру Джі, і всі зможуть мирно виїхати з Анандпур Сахіба. Місце, де він зупинився, і берег озера поруч з ним тепер називається Гобінд Гхат. На ньому є меморіальний напис, і ця святиня була побудована за підтримки Імперії Маратхів після широкомасштабних індусько-мусульманських воєн в останні десятиліття правління Аурангзеба та розпаду Імперії Великих Моголів. У святині є стара рукописна копія сикхського писання, Гуру Грант Сахіб і хукумнама, яку, як вважають сикхи, написав Гуру Гобінд Сінгх. Обидва примірники зберіг пушкарський священик-брамін, нащадок священика, з яким зустрівся Гуру. Хукумнама написана на бходж-патрі, методі запису листів у 18-му столітті.

#### Пушкар Холі
Холі відбувається в березні, і це одне з найважливіших свят в індуїстському календарі. Він символізує перемогу добра над злом і прихід весни. Святкування Холі відбувається по всій Індії та передбачає величезні радісні вуличні вечірки. Під час Холі Бханг (давньоіндійський їстівний канабіс) подається в Пушкарі, де, як відомо, є один із найкращих Бханг в Індії.
Холі відбувається в березні і є одним з найважливіших свят в індуїстському календарі. Воно уособлює перемогу добра над злом і прихід весни. Святкування Холі відбувається по всій Індії і включає в себе величезні радісні вуличні вечірки. Під час Холі в Пушкарі подають бханг (давньоіндійський їстівний канабіс), який, як відомо, має одні з найкращих бхангів в Індії.

### Інші пам'ятки

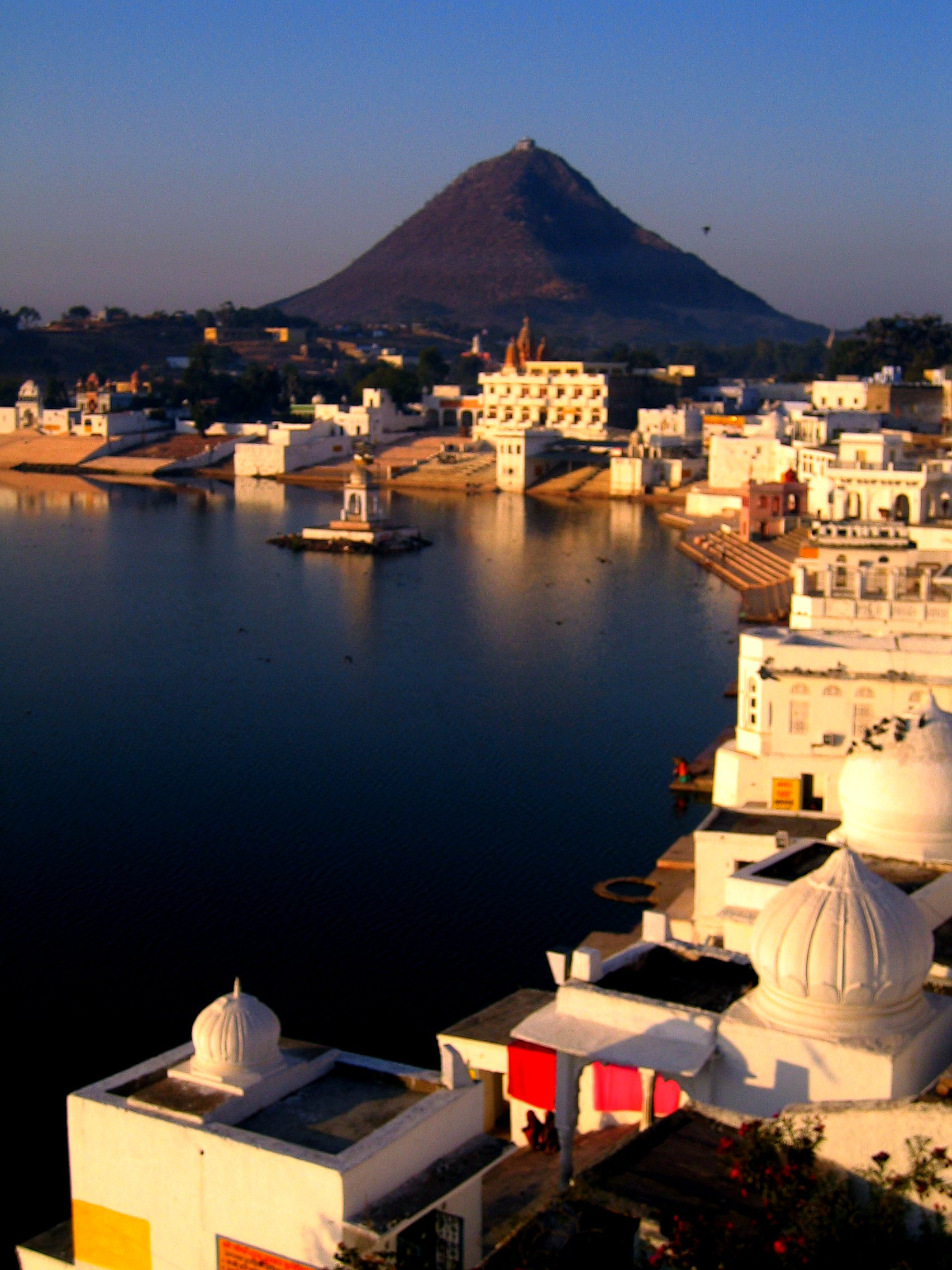
Гати на озері Пушкар

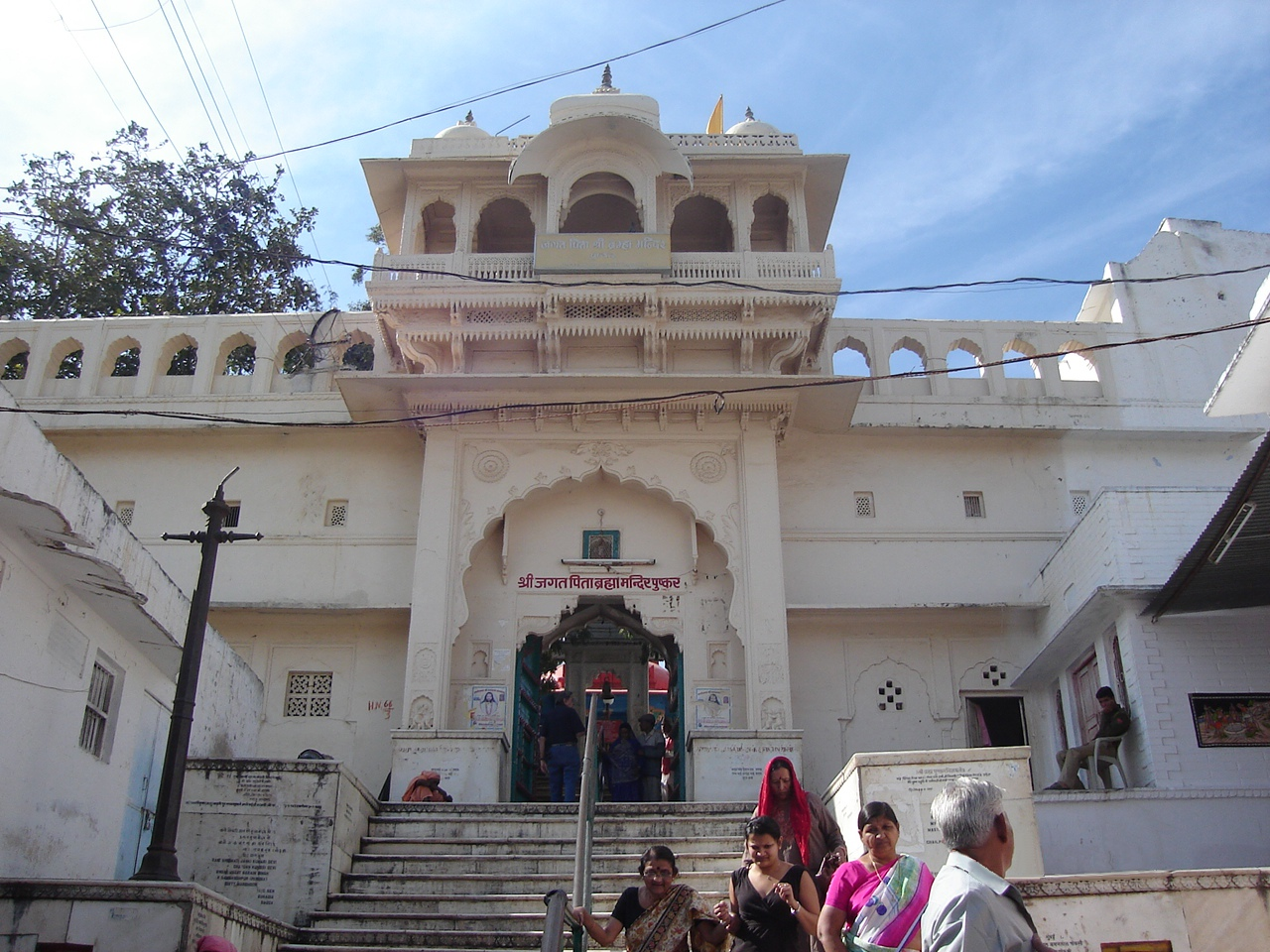
Храм Брахми в Пушкарі

- Храм Брахми (Jagatpita Brahma Mandir) — найважливіший храм у Пушкарі — це храм Брахми, одного зі святої трійці індуїзму. У храмі зберігається ідол Брахми в натуральну величину.

Ярмарки
- Нагаурський ярмарок
- Ярмарок Теджаджі

Аджмер — найближча туристична визначна пам'ятка, що лежить за межами міста Пушкар. За 27 кілометрів від Аджмера знаходиться Кішангарх, відомий своїми мініатюрними картинами, більш відомий як Бані Тхані. 
Озеро Пушкар. Головною визначною пам'яткою міста Пушкар є озеро Пушкар, яке вважається священним, як і озеро Мансаровар у Тибеті. Завдяки цьому святому озеру Пушкар став місцем паломництва індуїстів. Легенда свідчить, що це озеро було освячено Брахмі, творцю всесвіту, коли лотос упав з його руки в долину, і на тому місці утворилося озеро..
Старий Пушкар — озеро Старий Пушкар відбудоване і розташоване приблизно за 5 км від озера Пушкар. Згідно зі стародавніми текстами, Старий Пушкар має однакове культурне та релігійне значення для паломників.